# Orbigny
Orbigny ist eine französische Gemeinde mit 711 Einwohnern (Stand: 1. Januar 2022) im Département Indre-et-Loire in der Region Centre-Val de Loire. Sie gehört zum Arrondissement Loches und zum Kanton Loches. Die Einwohner werden Orbignois genannt.

## Lage
Orbigny liegt an der Grenze zum Département Loir-et-Cher, etwa 44 Kilometer ostsüdöstlich von Tours am Flüsschen Olivet. Die Gemeinde grenzt an Céré-la-Ronde im Nordwesten und Norden, Mareuil-sur-Cher im Norden und Nordosten, Saint-Aignan im Nordosten und Osten, Châteauvieux im Osten, Nouans-les-Fontaines im Südosten und Süden, Villeloin-Coulangé im Süden, Beaumont-Village im Südwesten und Westen sowie Genillé im Westen.

## Bevölkerungsentwicklung
| Jahr                       | 1962 | 1968 | 1975 | 1982 | 1990 | 1999 | 2006 | 2013 | 2021 |
| Einwohner                  | 849  | 746  | 711  | 598  | 624  | 589  | 693  | 734  | 711  |
| Quellen: Cassini und INSEE |      |      |      |      |      |      |      |      |      |

## Sehenswürdigkeiten
- Kirche Saint-Vincent aus dem 11. Jahrhundert, Monument historique
- Schloss Le Mousseau
- Schloss L’Estang
- Mühle von Olivin
- Wasserturm

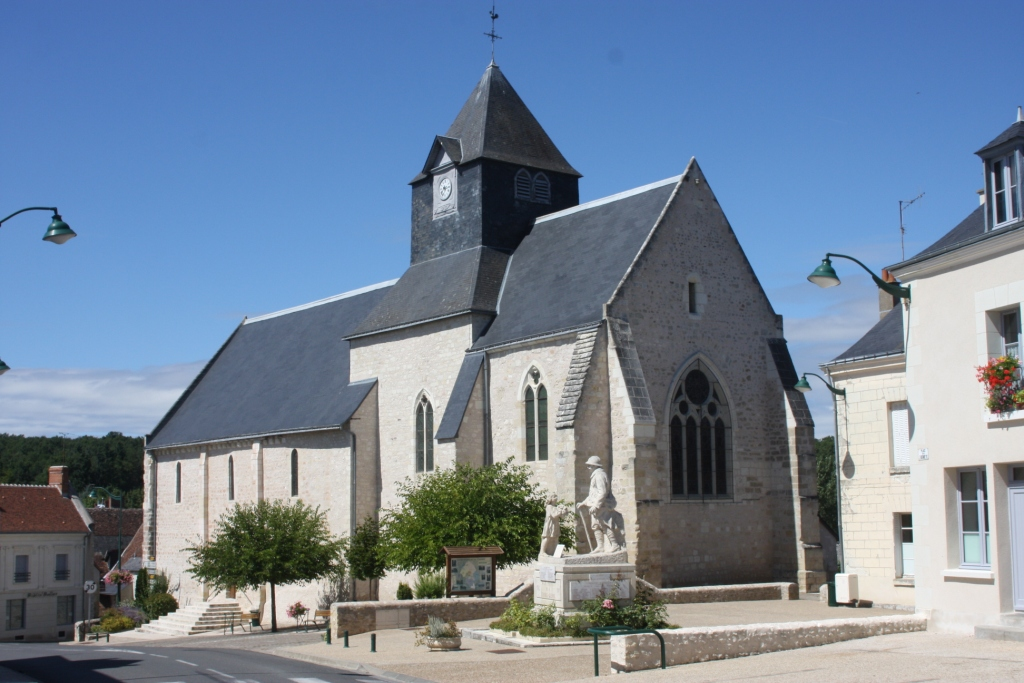
Kirche Saint-Vincent
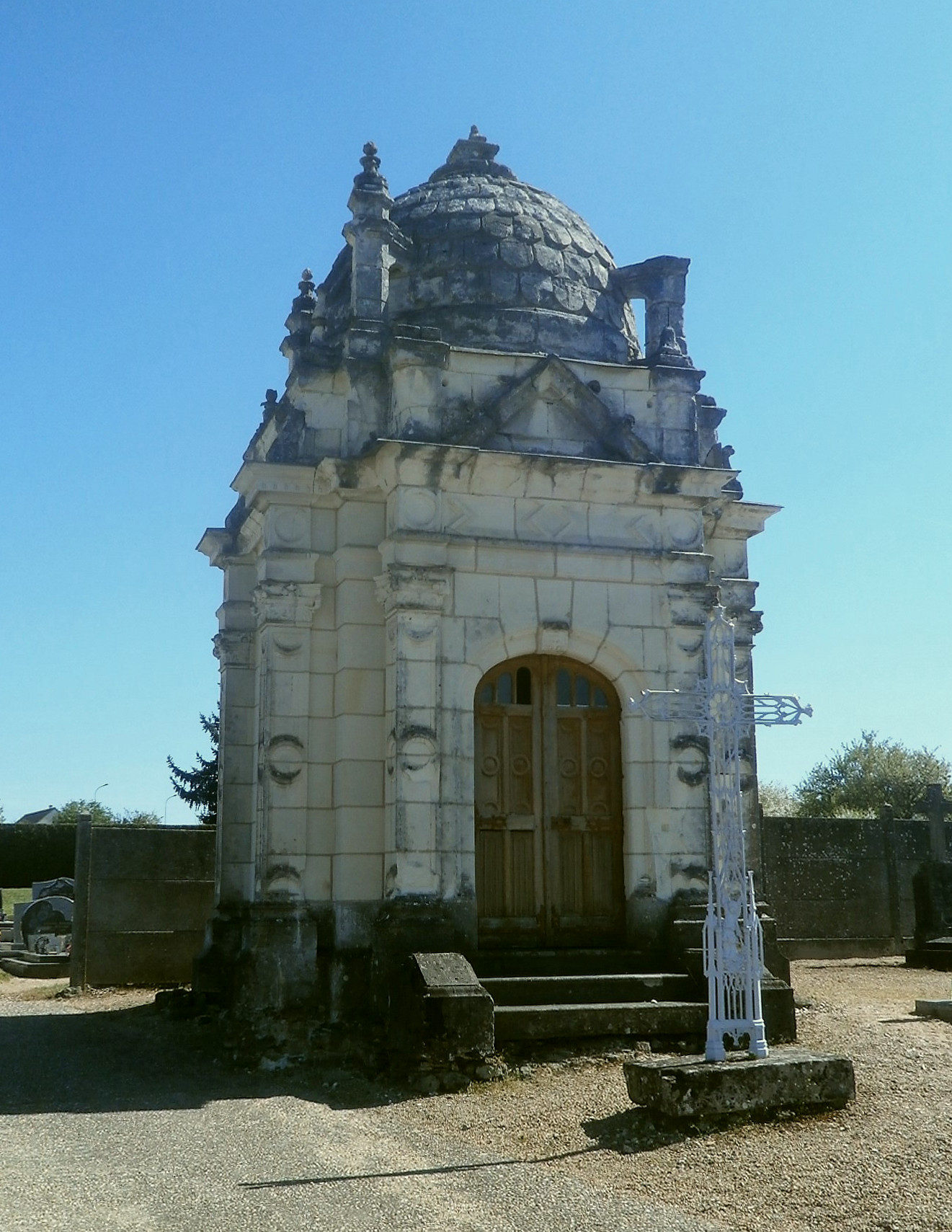
Kapelle
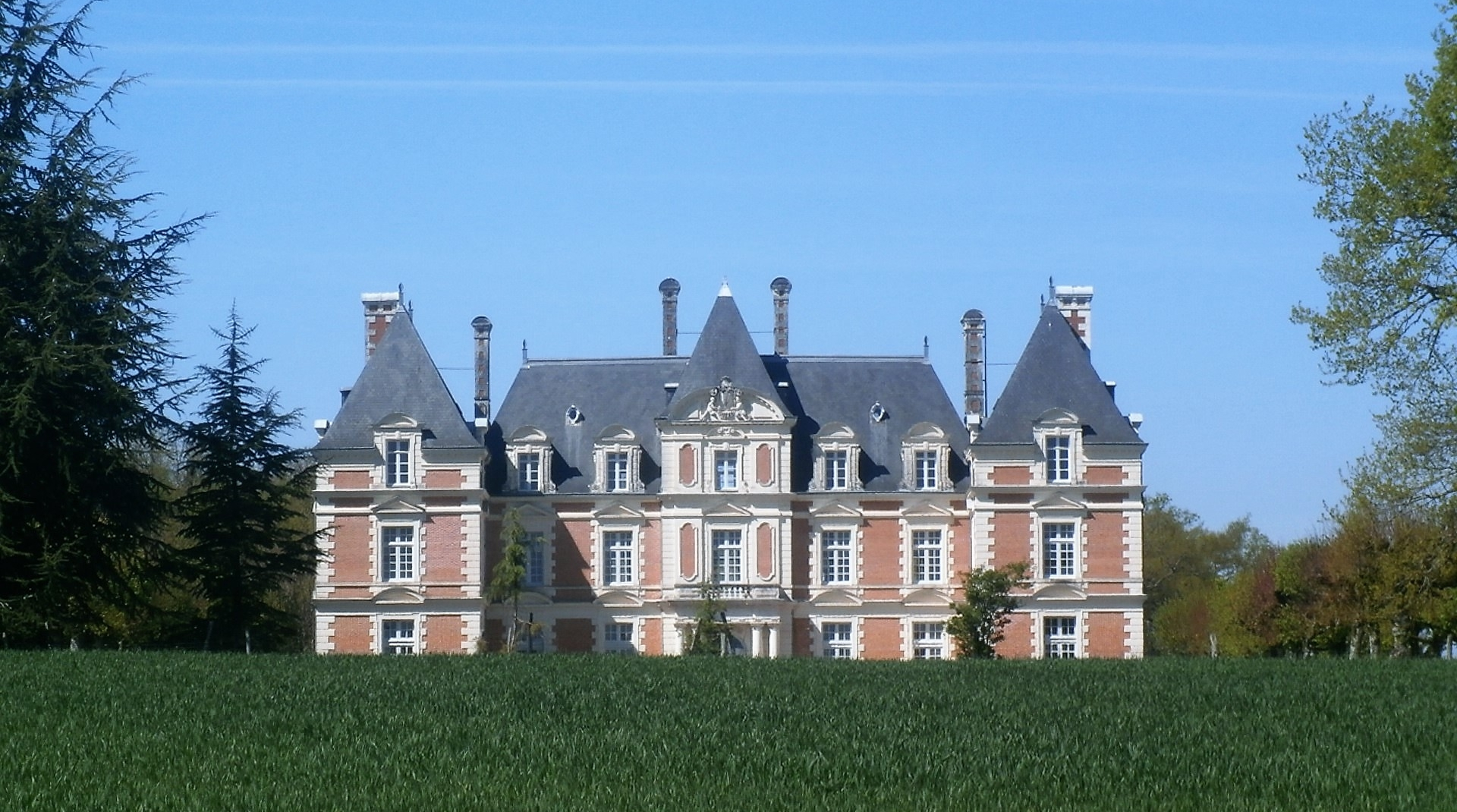
Schloss Le Mousseau
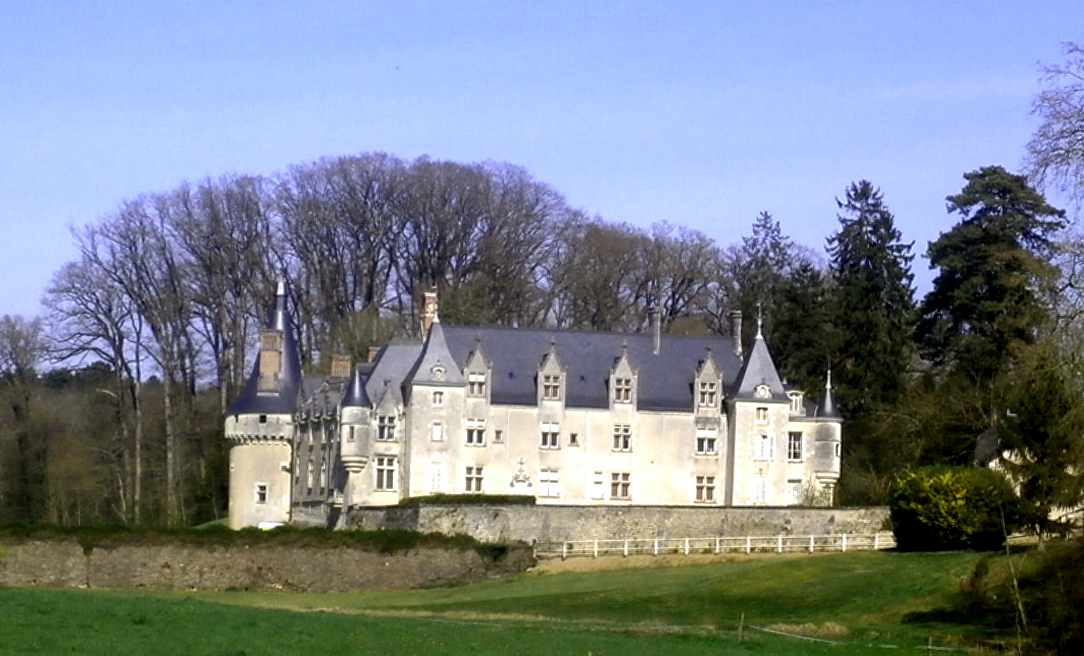
Schloss L’Estang
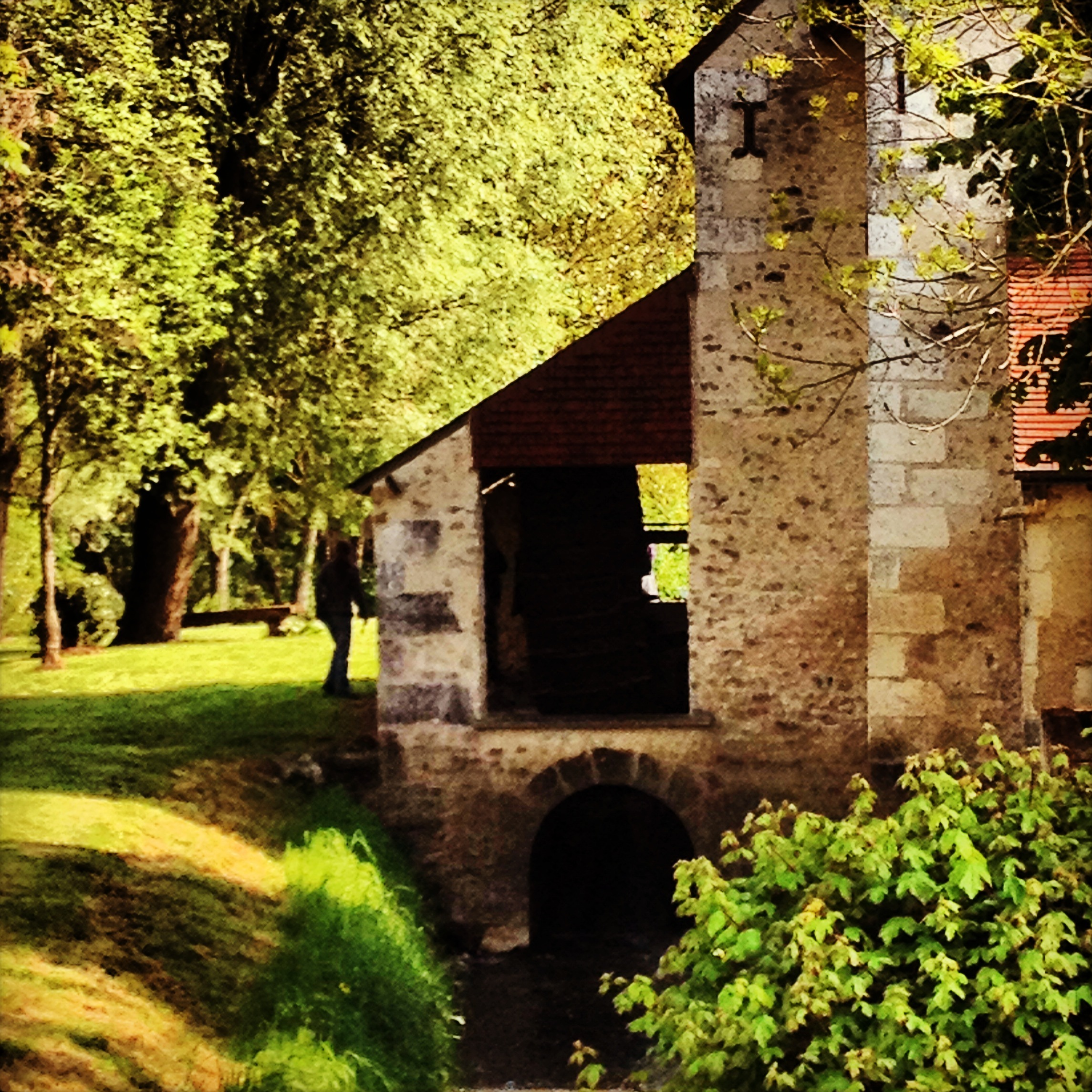
Mühle von Olivin